# Lago Béloye
El lago Béloye (en ruso: Белое озеро, Béloye ózero, que significa «lago Blanco») es un lago del óblast de Vólogda, en Rusia. Tiene un área de 1.125 kilómetros cuadrados.
De forma redondeada tiene un diámetro de 46 km y una profundidad máxima de 34 m. Recibe las aguas de los ríos Kovzha, Kema y Megra. Sus aguas vierten en el embalse de Rybinsk, sobre el curso del Volga, a través del río Sheksná. Es parte del canal Volga-Báltico.
Beloziorsk (10.008 hab. en 2009), una de las ciudades rusas más antiguas, se encuentra a orillas del lago.